# Variable Annuitäten
Variable Annuitäten (englisch Variable Annuities) ist die Bezeichnung für eine besondere Form der fondsgebundenen Rentenversicherung gegen Einmalzahlung oder gegen laufende Beitragszahlung mit einer garantierten Mindestleistung. Von älteren Formen einer fondsgebundenen Rentenversicherung mit Garantie (z. B. einer Garantie, dass wenigstens die Summe der Beiträge gezahlt wird) unterscheiden sich diese Verträge durch höhere Garantien, die vom Versicherer gesondert kalkuliert und oft mit Derivaten abgesichert werden. Neben einer Rentenzahlung können diese Verträge weitere Leistungen, zum Beispiel Zahlungen im Todesfall garantieren.

## Überblick
Die Kapitalanlage in Form des Fonds und die „Garantieerzeugung“ erfolgt grundsätzlich getrennt voneinander. Im Unterschied zu anderen Formen der privaten Rentenversicherung mit Garantien ist über eine explizite Garantiegebühr erkennbar, welche Kosten dem jeweiligen Vertrag für die gegebenen Garantieversprechen entnommen werden. In der Regel erfolgt die Kapitalanlage in einen oder mehrere Fonds.
Variable Annuitäten sind relativ neue Versicherungsprodukte, die in den USA und Japan bereits etabliert sind und die in den letzten Jahren auch dem europäischen und deutschen Markt angeboten wurden. In Japan betrug die Versicherungssumme dieser Verträge 2007 80 Milliarden US-Dollar.

## Garantien
Während konventionelle Rentenversicherungen mit Überschussbeteiligung dem Kunden keine Einflussmöglichkeiten auf die Anlagepolitik geben, kann der Kunde bei fondsgebundenen Rentenversicherungen die Vermögensallokation selbst in gewissem Maße über die Fondsauswahl steuern. Im Gegenzug entfällt die Garantie des Versicherers auf eine Mindesthöhe der Rente oder eine bestimmte Kapitalleistung. Gerade bei einer Rentenversicherung ist aber die verlässliche Erwartung beispielsweise einer bestimmten Rentenhöhe ein wesentliches Entscheidungskriterium für den Kunden.
Aus diesem Grund wurden Ende der 90er Jahre in Deutschland fondsgebundene Produkte mit Beitragsgarantien (Zweitopf-Hybride) auf den Markt gebracht, die das Garantieversprechen über eine konventionelle, die Deckungsrückstellung bedeckende Kapitalanlage oder die Geldanlage in Garantiefonds darstellten. Diese Garantiefonds waren jedoch mit einem erheblichen Verlust an Rendite verbunden. Mit der seit Jahren immer weiter erfolgenden Reduzierung des Rechnungszinses für die konventionelle Deckungsrückstellung auf seit 2015 1,25 % ergaben sich wesentliche Probleme des Cashlocks.
Cashlock bedeutet Folgendes: Wenn der Anleger auf einem hohen Garantieniveau den Fonds erwirbt und die Kurse anschließend fallen, muss der Fonds auf Kosten der Performance in risikolosen Anlagen investiert bleiben, um das Garantieniveau auch weiterhin halten zu können. Damit sinkt der Anreiz neuer Kunden, diesen Fonds zu zeichnen, da er praktisch nur noch wie konventionelle Kapitalanlagen eines Lebensversicherers rentiert.
Als Weiterentwicklung wurden in jüngster Zeit die dynamischen Dreitopfhybriden entwickelt. Diese bilden die Garantie über einen speziellen (i) CPPI-Mechanismus auf vertragsindividueller Ebene ab. Dazu wird einem mathematischen Modell folgend zwischen konventioneller Kapitalanlage, Garantiefonds und einer relativ freien Fondsauswahl Geld hin- und hergeschoben. Zu jedem Zeitpunkt des Vertrags wird die Garantie somit entweder über den Garantiefonds oder die konventionelle Kapitalanlage dargestellt. Erst wenn der Barwert der Garantien abgesichert ist, kann eine weitere Investition in Fonds-Anlagen erfolgen.
Bei diesen Produkten werden die Kosten für die Garantien nicht explizit ausgewiesen, sondern werden implizit erhoben. Die Wirkung der impliziten Kosten kann durch eine stochastische Analyse als Renditeverlust beziffert werden.
2006 wurden erstmals variable Annuitäten (VA) in Deutschland eingeführt. Anders als bei den Vorgängerprodukten wird die Garantie damit nicht mehr durch „Töpfe“ mit sicheren Vermögensbestandteilen herbeigeführt. Die erforderlichen Garantien werden stattdessen durch einen entsprechenden Hedgingprozess sichergestellt. Die Besonderheit besteht darin, dass die Produkte durch die Trennung von Kapitalanlage und Garantieerzeugung so gestaltet sind, dass die „Rendite nach Garantiegebühren“, also die „Effizienz“ des Produktes höher ist als bei Produkten, die die Garantie durch und mit der Kapitalanlage selbst generieren.
Vorteilhaft für den Kunden sind hierbei Garantien in den Bereichen, in denen diese benötigt werden, bei gleichzeitig hoher Renditechance. In Abhängigkeit von der Produktgestaltung häufig auch mehr Flexibilität (zum Beispiel Fondsentnahmemöglichkeiten während der Rentenbezugsphase) und Transparenz als bei klassischen Garantie- und Hybridprodukten.
Zwar ist formal bereits heute ein Angebot auch durch deutsche Versicherer möglich, aber durch die Vorgaben der Anlageverordnung (Derivate sind zur Bedeckung der Deckungsrückstellungen nicht zugelassen) und der Deckungsrückstellungsverordnung (Garantien müssen „teuer“, seit 2015 mit 1,25 %, diskontiert werden) sind die Produkte wirtschaftlich nicht darstellbar. Daher werden solche Produkte nur durch Versicherer aus dem EU-Ausland in Deutschland angeboten.

## Bedeutung für das Unternehmen
Für die Unternehmen ist die Einführung von VA mit erheblichen Herausforderungen verbunden. Beispielhaft für die vielen betroffenen Unternehmensbereiche lässt sich aufführen:
- Das Produktmanagement muss das Wertsicherungskonzept als zentrale Produktkomponente mit gestalten.
- Das Aktuariat muss neue Kalkulationsprinzipien anwenden und Kapitalmarktsimulationen durchführen.
- Es muss ein Hedgingprozess etabliert werden, um die erforderlichen Garantie zu erzeugen. Sofern das Hedging durch einen externen Investment-Dienstleister durchgeführt wird, sind Schnittstellen zu einer Hedgingplattform technisch und organisatorisch zu etablieren.
- Das Risikomanagement des Unternehmens ist zu stärken und um neue Aspekte zu erweitern.
- Die Anforderungen des Vertriebes an anfängliche Schulung und laufende transparente Vertriebsinformation sind zu erfüllen und die Vertriebssteuerungssysteme sind entsprechend anzupassen.

## Unternehmensrisiko
Bei einem allgemeinen Einbruch des Finanzmarktes kann der Versicherer weder auf andere (renditeträchtigere) Investments ausweichen, noch seine Verluste an den Kunden weitergeben. Da die Kundenansprüche durch die Garantien geschützt sind, muss der Versicherer eventuell auflaufende Verluste aus seinem Eigenkapital ausgleichen. Für den Kunden ist es somit wichtig, bei der Auswahl des Produktgebers auf dessen Kompetenz und finanzielle Stärke zu achten.